# Reforma Athletic Club

Vereinswappen

Der Reforma Athletic Club ist ein Sportverein, der am 20. März 1894 von drei in Mexiko lebenden Engländern als Tennis- und Cricket-Verein gegründet wurde. Als Vereinsfarben wurden Blau und Weiß gewählt. Um die Jahrhundertwende wurde der Club um eine Fußballabteilung erweitert. 

## Geschichte

Erster Fußballplatz des RAC (um 1900)

Der ursprünglich in Mexiko-Stadt beheimatete Verein wurde nach der Hauptgeschäftsstraße, dem Paseo de la Reforma, benannt, an der sich das erste Vereinsgelände befand. Seit 1962 residiert der RAC im nordwestlich der mexikanischen Hauptstadt gelegenen Vorort Naucalpan de Juárez auf einem 19 Hektar großen Grundstück mit 3 Fußballfeldern, 20 Tennisplätzen und anderen Sportstätten. Die englische Tradition des Vereins und sein gehobener Anspruch werden unter anderem durch die Tatsache untermauert, dass die englische Nationalmannschaft hier während der Fußballweltmeisterschaften 1970 und 1986 ihr Quartier bezogen hatte. 
Der Reforma AC war eines der fünf Gründungsmitglieder der ersten landesweiten Fußball-Liga in Mexiko, die als Amateurveranstaltung unter der Bezeichnung Liga Mayor bzw. Primera Fuerza erstmals in der Saison 1902/03 ausgetragen wurde. Ferner stellte der Verein die erfolgreichste Fußballmannschaft Mexikos vor dem Ersten Weltkrieg. In den Jahren 1906 bis 1912 gewann der RAC die mexikanische Fußballmeisterschaft praktisch im Alleingang. Lediglich 1908 war es dem British FC gelungen, die seinerzeitige Vormachtstellung des Reforma AC zu durchbrechen. Zum Saisonende 1914/15 zog sich der Reforma Athletic Club aus dem Spielbetrieb dieser Liga zurück, um später nur noch jeweils einjährige Gastspiele am erweiterten Sonderturnier der Saison 1921/22 und an der regulären Saison 1923/24 zu absolvieren. 
Unter maßgeblicher Federführung des RAC entstand 1948 die Liga Interclubes de Fútbol Soccer Amateur, eine der bedeutendsten Fußball-Amateurligen im Großraum von Mexiko-Stadt. In dieser sowie in der 1954 gegründeten Liga Española de Fútbol de México wirken seine Fußballmannschaften noch immer mit.

## Erfolge
Mexikanischer Meister: 1906, 1907, 1909, 1910, 1911, 1912 

Mexikanischer Pokalsieger: 1909, 1910

## Bedeutende Persönlichkeiten
- Robert J. Blackmore (brachte die ersten ordnungsgemäßen Bälle und Fußballregeln nach Mexiko)
- Percy C. Clifford (Gründer der Fußballabteilung)
- Thomas R. Phillips (Gründungsmitglied und erfolgreichster Trainer der Vereinsgeschichte)

## Die Meistermannschaften des RAC
| Nr. | Spielzeit | Meistermannschaft | Trainer        |
| --- | --------- | --- | -------------- |
| 01  | 1905/06   | M. S. Turner; Robert J. Blackmore, Charles Blackmore, Charles M. Butlin, Ebenezer Johnson, Ted Bourchier, P. M. Bennett, C. D. Gibson, Vicente Etchegaray, Julio Lacaud, Robert Lock, T. R. Phillips                | T. R. Phillips |
| 02  | 1906/07   | M. S. Turner; Robert J. Blackmore, Charles Blackmore, Charles M. Butlin, Ebenezer Johnson, Ted Bourchier, P. M. Bennett, C. D. Gibson, Vicente Etchegaray, Julio Lacaud, Robert Lock, T. R. Phillips, Raymond Penny | T. R. Phillips |
| 03  | 1908/09   | M. S. Turner; Robert J. Blackmore, Ted Bourchier, Charles M. Butlin, Jack Ratkling, Joseph T. Bennett, Ebenezer Johnson, Vicente Etchegaray, Jorge Parada, Robert Lock, Julio Lacaud, T. R. Phillips, S. J. Patton  | T. R. Phillips |
| 04  | 1909/10   | Harold N. Branch; Albert P. Fox, Hillary Stevens, D. M. Sharp, Albert W. Woodrow, Robert J. Blackmore, Charles M. Butlin, Harold Payne, Herbert Sturt, H. Whitmore, Ernest Borret                                   | T. R. Phillips |
| 05  | 1910/11   | Harold N. Branch; Albert P. Fox, Hillary Stevens, Albert W. Woodrow, Robert J. Blackmore, D. M. Sharp, Charles M. Butlin, Harold Payne, Herbert Sturt, H. Whitmore, Ernest Borret                                   | T. R. Phillips |
| 06  | 1911/12   | Harold N. Branch; Albert P. Fox, Hillary Stevens, D. M. Sharp, Albert W. Woodrow, Robert J. Blackmore, Charles M. Butlin, Harold Payne, Herbert Sturt, H. Whitmore, Ernest Borret                                   | T. R. Phillips |